# Йордан Анчев
Йордан Анчев е български състезател по планинско колоездене.

## Биография
Йордан Анчев е роден на 5 октомври в Бяла, Русенско. Учи в гимназия по туризъм. Започва професионалната си кариера едва на 10 години, младият колоездач завършва всяко едно състезание, в което е участвал с подиум. Той е носител на 41 първи места, 5 втори места, 2 трети места.
През 2015 година печели Купа Добрич, през 2016 г. е избран от всички участници за носител на специалната награда на град Бургас – Купа Бургас, а през 2017 г. дава най-добро време от всички възрастови категории и отново става носител на Купа Бургас.
Носител на второ място на Български колоездачни серии 2015 г.
Национален шампион 2016 г., носител на първо място на Български колоездачни серии 2016 г.
Национален шампион 2017 г., носител на първо място на Български колоездачни серии 2017 – категория деца и носител на първо място на Български Колоездачни Серии 2017 – категория юноши.
Национален шампион 2018 г., носител на трето място на Български колоездачни серии 2018 – категория юноши и носител на първо място на Бъларски колоездачни серии 2018 – категория деца. С постиженията си Йордан Анчев бива наричан от мнозина „младата надежда на родното колоездене“.
Национален шампион 2019 г., носител на второ място на Български колоездачни серии 2018 – категория юноши.
Завоюва първо място в кръг от Световната МТБ купа за юноши под 17 години, където успява да победи над 400 души (завършва на второ място в генералното класиране за всички възрастови категории), той става първият българин с подобен успех зад граница. Състезанието се провежда между 3 и 6 август 2017 г. в Зерфаус-Фис-Ладис, Австрия, и когато печели той е най-младият участник в категорията – едва на 14 години.